# إليزابيث إمبراطورة النمسا

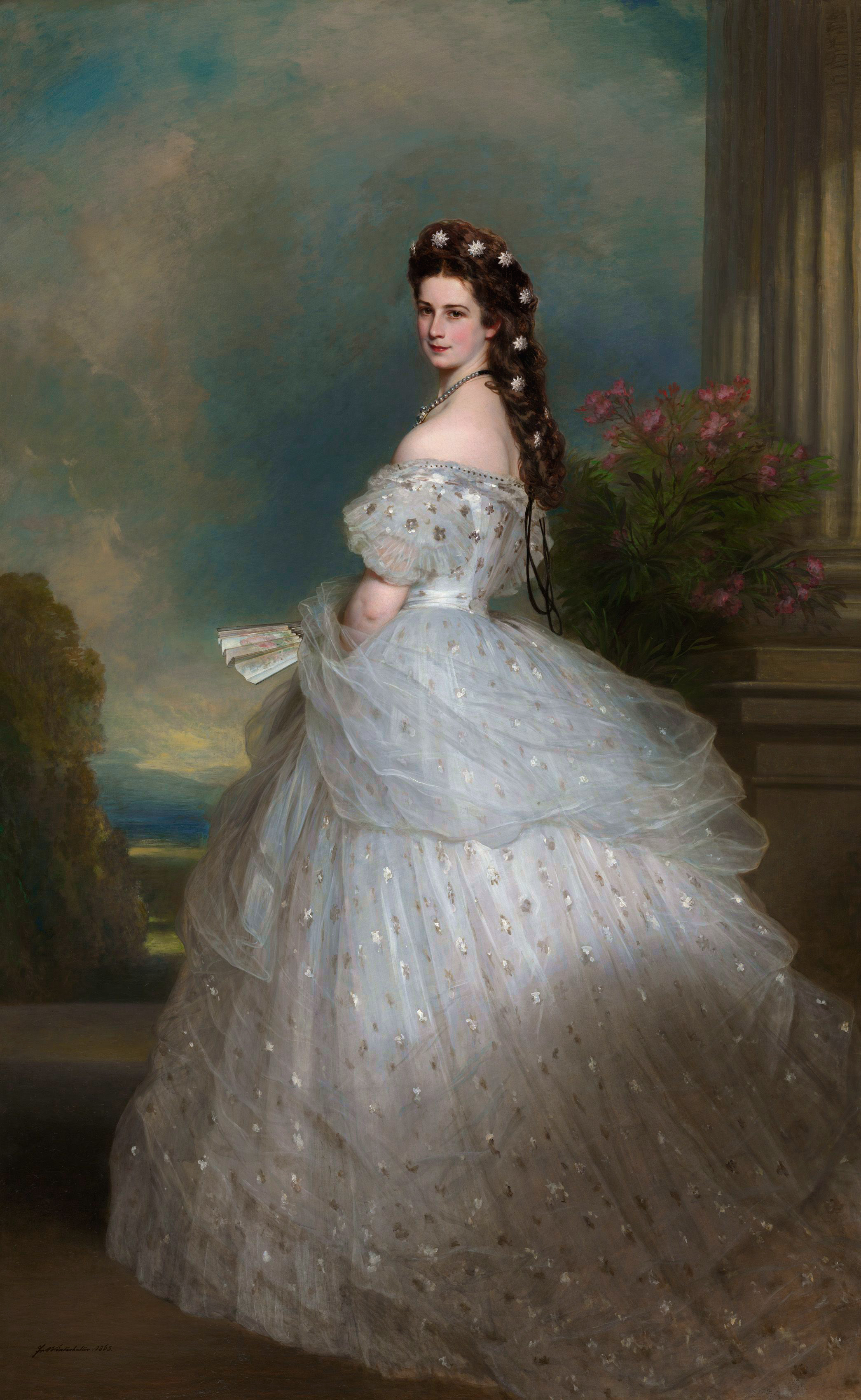
الامبراطورة اليزابيث

ولدت الدوقة إليزابيث في بافاريا؛ 24 ديسمبر 1837 - 10 سبتمبر 1898 إمبراطورة النمسا وملكة المجر بالزواج من الإمبراطور فرانز جوزيف الأول. وُلدت لآل ويتيلسباش البافاريين الملكيين. كان لقبها سيسي، تمتعت بتنشئة غير رسمية قبل الزواج من الإمبراطور فرانز جوزيف الأول في سن السادسة عشرة. دفعها الزواج إلى حياة بلاط هابسبورغ الأكثر رسمية، والتي لم تكن مستعدة لها ووجدتها غير ملائمة. في وقت مبكر من الزواج، كانت على خلاف مع حماتها، الأرشيدوقة صوفي، التي تولت تربية بنات إليزابيث، وتوفيت إحداهن، صوفي، في سن الطفولة. أدت ولادة ولي العهد، ولي العهد رودولف، إلى تحسين موقفها في البلاط، لكن صحتها عانت تحت الضغط، وكثيراً ما كانت تزور المجر لبيئتها الأكثر استرخاءً. لقد جاءت لتكوين علاقة قرابة عميقة مع المجر، وساعدت في تحقيق النظام الملكي المزدوج للنمسا والمجر في عام 1867.
كانت وفاة ابنها الوحيد وعشيقته ماري فيتسيرا في جريمة قتل وانتحار في نزل الصيد الخاص به في مايرلينج في عام 1889 بمثابة ضربة لم تتعاف منها إليزابيث أبدًا. لقد انسحبت من واجبات المحكمة وسافرت كثيرًا دون أن يرافقها أهلها. في عام 1890، شيدت قصرًا في جزيرة كورفو اليونانية كانت تزوره كثيرًا. كان القصر، أخيليون، الذي يتميز بتصميم أسطوري متقن، بمثابة ملجأ. كانت مهتمة للغاية بالحفاظ على شكلها الشاب وجمالها، اللذين كانا بالفعل أسطوريين خلال حياتها. في عام 1897، توفيت أختها، الدوقة صوفي في بافاريا، في حريق عرضي في حفل خيري بازار دي لا شاريتيه في باريس. أثناء سفرها في جنيف عام 1898، أصيبت بجروح قاتلة على يد أناركي إيطالي يُدعى لويجي لوتشيني. كانت إليزابيث أطول إمبراطورة للنمسا في الخدمة بعمر 44 عامًا.

## السيرة الذاتية

### دوقة بافاريا
ولدت إليزابيث أمالي أوجيني في 24 ديسمبر 1837 في ميونيخ، بافاريا، وكانت الطفل الثالث والابنة الثانية لدوق ماكسيميليان جوزيف في بافاريا والأميرة لودوفيكا البافارية، الأخت غير الشقيقة للملك لودفيج الأول ملك بافاريا. كان يعتبر ماكسيميليان غريبًا إلى حد ما؛ كان لديه حب طفولي للسيرك وسافر في الريف البافاري هربًا من واجباته. كانت منازل العائلة هي هيرتسوغ ماكس باليه في ميونيخ خلال الشتاء وقلعة بوسنهوفن في أشهر الصيف، بعيدًا عن بروتوكولات البلاط. نشأت سيسي وإخوتها في بيئة غير مقيدة وغير منظمة. غالبًا ما كانت تتخطى دروسها لتتجول في الريف.
في عام 1853، رتبت أميرة بافاريا صوفي، الأم المستبدة للإمبراطور فرانز جوزيف البالغ من العمر 23 عامًا، مفضلة أن تكون ابنة أختها زوجة ابنها بدلاً من كونها غريبة، على الزواج بين ابنها وابنة أختها الكبرى لودوفيكا، هيلين (نيني). على الرغم من أن الزوجين لم يلتقيا أبدًا، إلا أن طاعة فرانز جوزيف كانت أمرًا مفروغًا منه من قبل الأرشيدوقة، التي وصفت ذات مرة بأنها الرجل الوحيد في هوفبورغ بسبب أسلوبها الاستبدادي. دُعيت الدوقة وهيلين للسفر إلى منتجع باد إيشيل في النمسا العليا لتلقي عرضه الرسمي للزواج. رافقت سيسي البالغة من العمر 15 عامًا والدتها وشقيقتها وسافرن من ميونيخ في عدة حافلات. وصلوا متأخرين حيث اضطرت الدوقة المعرضة للصداع النصفي إلى مقاطعة الرحلة؛ لم يصل المدرب بفساتين الحفلة أبدًا. كانت الأسرة لا تزال في حالة حداد على وفاة عمة لها، لذلك كانوا يرتدون ملابس سوداء وغير قادرين على التغيير إلى ملابس أكثر ملاءمة قبل مقابلة الإمبراطور الشاب. في حين أن اللون الأسود لم يتناسب مع تلوين هيلين البالغة من العمر 18 عامًا، إلا أنه جعل شقيقتها الصغرى تبدو أكثر وضوحًا على النقيض من ذلك.
كانت هيلين شابة تقية وهادئة، وشعرت هي وفرانز جوزيف بالراحة في صحبة بعضهما، لكنه كان مفتونًا على الفور بأختها الصغرى. لم يتقدم لخطبة هيلين، لكنه تحدى والدته وأبلغها أنه إذا لم يستطع الزواج من إليزابيث، فلن يتزوج على الإطلاق. بعد خمسة أيام أعلِنت خطوبتهما رسميًا. تزوج الزوجان بعد ثمانية أشهر في فيينا في آوغستينكريش في 24 أبريل 1854. اكتمل الزواج أخيرًا بعد ثلاثة أيام، وحصلت إليزابيث على مهر يساوي 240 ألف دولار أمريكي اليوم.

### إمبراطورة النمسا
بعد الاستمتاع بطفولة غير رسمية وغير منظمة، واجهت إليزابيث، التي كانت خجولة ومنطوية بطبيعتها، وأكثر من ذلك بين الإجراءات الرسمية الخانقة لحياة بلاط هابسبورغ، صعوبة في التكيف مع هوفبورغ وبروتوكولاتها الصارمة وآدابها الصارمة. في غضون أسابيع قليلة، بدأت إليزابيث تظهر عليها مشاكل صحية: كانت تعاني من نوبات من السعال وأصبحت قلقة وخائفة كلما اضطرت إلى النزول على سلم ضيق شديد الانحدار.
فوجئت عندما اكتشفت أنها حامل وأنجبت طفلها الأول، وهي ابنة أرشيدوقة النمسا صوفي (1855-1857)، بعد عشرة أشهر فقط من زفافها. الأرشيدوقة الكبرى صوفي، التي غالبًا ما أشارت إلى إليزابيث على أنها أم شابة سخيفة، لم تكتف فقط بتسمية الطفل (على اسمها) دون استشارة الأم، بل تولت مسئولية الطفل بالكامل، ورفضت السماح لإليزابيث بالإرضاع أو الاعتناء به. طفلها. عندما ولدت الابنة الثانية، الأرشيدوقة جيزيلا النمساوية (1856-1932)، بعد ذلك بعام، أخذت الأرشيدوقة الطفلة بعيدًا عن إليزابيث أيضًا.

حقيقة أنها لم تنجب وريثًا ذكر جعلت إليزابيث غير مرغوب فيها بشكل متزايد في القصر. ذات يوم عثرت على كتيب على مكتبها مع وضع تحته خط بالكلمات التالية:
«... المصير الطبيعي للملكة أن تعطي وريثاً للعرش. إذا كانت الملكة محظوظة لدرجة أنها قدمت للدولة وليًا للعهد، فينبغي أن تكون هذه نهاية طموحها؛ فلا ينبغي لها بأي حال من الأحوال التدخل في حكومة إمبراطورية، لا تعتبر رعايتها مهمة للنساء.. إذا لم تنجب الملكة أبناءً، فهي مجرد أجنبية في الدولة، وأجنبية خطيرة للغاية أيضًا. لأنها لا تستطيع أبدًا أن تأمل في أن يُنظر إليها بلطف هنا، ويجب أن تتوقع دائمًا إعادتها من حيث أتت، لذلك ستسعى دائمًا للفوز بالملك بطرق أخرى غير الطبيعية؛ سوف تناضل من أجل المنصب والسلطة من خلال المكائد وزرع الفتنة، لإيذاء الملك والأمة والإمبراطورية...»
تعتبر حماتها بشكل عام مصدر المنشور الخبيث. وأشار الاتهام بالتدخل السياسي إلى تأثير إليزابيث على زوجها فيما يتعلق برعاياه الإيطالية والهنغارية. عندما سافرت إلى إيطاليا معه أقنعته بإظهار الرحمة تجاه السجناء السياسيين. في عام 1857 زارت إليزابيث المجر لأول مرة مع زوجها وابنتيها، وتركت انطباعًا عميقًا ودائمًا عليها، ربما لأنها وجدت في المجر فترة راحة مرحب بها من قيود الحياة في البلاط النمساوي. كانت هذه "المرة الأولى التي قابلت فيها إليزابيث رجالًا من الشخصيات البارزة في مملكة فرانز جوزيف، وتعرفت على الاستقلال الأرستقراطي الذي احتقر لإخفاء مشاعره وراء أشكال الكلام اللطيفة... شعرت بأن روحها العميقة تتعاطف معها. إلى شعب هذه الأرض الفخور والصامد ...على عكس الأرشيدوقة التي احتقرت المجريين، شعرت إليزابيث بألفة كبيرة تجاههم لدرجة أنها بدأت في تعلم اللغة الهنغارية؛ وردت الدولة بالمثل في عشقها لها. كتب باتريك لي فيرمور عن زيارته للمجر في عام 1934، أن صورة إليزابيث كانت مؤطرة على مكاتب وطاولات وآلات بيانو كبيرة، وأن حبها للمجر والمجر قد عاد باهتمام وما زال معلنًا، بعد ستة وثلاثين عامًا من اغتيالها، مع كل حماسة بورك لماري أنطوانيت.

## وصلات خارجية
- إليزابيث إمبراطورة النمسا على موقع الموسوعة البريطانية (الإنجليزية)
- Empress Elisabeth – Sisi
- Elisabeth gallery
- Web site of the Italian biographer Matteo Tuveri: www.matteotuveri.it